# Crematogaster painei
Crematogaster painei är en myrart som beskrevs av Horace Donisthorpe 1945. Crematogaster painei ingår i släktet Crematogaster och familjen myror. Inga underarter finns listade i Catalogue of Life.